# Licaria trinervis
Licaria trinervis är en lagerväxtart som beskrevs av H. van der Werff. Licaria trinervis ingår i släktet Licaria och familjen lagerväxter. Inga underarter finns listade i Catalogue of Life.